# Essaïd Abelouache
Pour les articles homonymes, voir Essaïd.
Essaïd Abelouache, né le 20 juillet 1988 à Agadir, est un coureur cycliste marocain.

## Palmarès
- 2011
  - 2e du championnat du Maroc sur route
- 2012
  - 2e des Challenges de la Marche verte - GP Al Massira
  - 3e du Challenge du Prince - Trophée princier
- 2013
  - Challenges de la Marche verte - GP Sakia Hamra
  - 1re et 5e étapes du Tour du Maroc
  - 3e des Challenges de la Marche verte - GP Oued Eddahab
  - 3e de l'UCI Africa Tour
- 2014
  - Challenges de la Marche verte - GP Sakia Hamra
  - 3e étape du Tour d'Algérie
  - 2e du Grand Prix Chantal Biya
  - 3e du Critérium international d'Alger
  - 3e du Challenge du Prince - Trophée de l'anniversaire
- 2015
  - Challenges de la Marche verte - Grand Prix Oued Eddahab
  - Challenge du Prince - Trophée de l'anniversaire
  - 2e du championnat du Maroc sur route
  - 2e des Challenges de la Marche verte - Grand Prix Sakia El Hamra
  - 2e du Challenge du Prince - Trophée princier
  - 3e de l'UAE Cup
  - 3e du Challenge des phosphates - Grand Prix de Youssoufia
  - 3e de l'UCI Africa Tour
- 2016
  - Tour international de Sétif
    - Classement général
    - 2e étape

  - 1re étape du Tour international d'Annaba
  - 4e étape Tour de Mersin
  - 2e du Tour international d'Oranie
  - 2e du Circuit international de Constantine
  - 3e du Tour international de Blida
  - 3e du Tour international de Constantine
- 2017
  -  Champion du Maroc sur route
  - 2e du Challenge du Prince - Trophée princier

## Classements mondiaux
| Année           | 2011 | 2012 | 2013 | 2014 | 2015 | 2016 | 2017 |
| --------------- | ---- | ---- | ---- | ---- | ---- | ---- | ---- |
| UCI Africa Tour | 22e  | 23e  | 3e   | 4e   | 3e   | 6e   | 14e  |